# Regnar Stephensen
Regnar Stephensen (* 11. Januar 1866 in Vejle; † 9. Juni 1902 in Maniitsoq) war ein dänischer Kaufmann und Inspektor in Grönland.

## Leben
Regnar Stephensen war der Sohn des Beamten Westy Ludvig Christian Stephensen (1836–1893) und seiner Frau Christian Amalie Møhl (1840–1924). Er stammte aus der ursprünglich isländischen Beamtenfamilie Stephensen. Sein Bruder Westy Oddgeir Hilmar Stephensen (1868–1950) wurde Direktor der Dänischen Nationalbank und seine Neffen Hakon Stephensen (1900–1986) und Magnus Stephensen (1903–1984) Architekten.
Regnar Stephensen schloss 1885 die Schule in Roskilde ab und studierte anschließend Jura. 1890 legte er das juristische Examen ab. Am 1. August 1890 wurde er bei Den Kongelige Grønlandske Handel angestellt, wo sein Onkel Hannes Peter Stephensen im Vorjahr zum Direktor ernannt worden war. Seine Mutter war zudem die Urenkelin von Christen Fabricius (1736–1786), der wie sein Halbbruder Otto Fabricius Missionar in Grönland gewesen war. Regnar Stephensen war anfangs Volontär in der Buchhaltung und wurde am 1. April 1891 zum Assistenten befördert. Im Sommer 1892 wurde er nach Grönland gesandt und als Volontär in Nuuk angestellt. Bereits im Folgejahr kehrte er jedoch wieder nach Dänemark zurück, um wieder als Assistent in der Buchhaltung zu arbeiten. Am 29. Januar 1896 wurde er zum Bevollmächtigten befördert. Am 30. September 1896 heiratete er in Kopenhagen Cathrine Emilie Elisabeth Fencker (1877–?), Tochter des Inspektors von Südgrönland Edgar Christian Fencker (1844–1904) und seiner Frau Hansigne Lundsteen (1843–?). Am 15. Februar 1898 wurde er selbst kommissarisch zum Inspektor von Südgrönland ernannt, wobei er das Amt vom ebenfalls kommissarisch tätigen Herjulf Carl Georg Jørgensen übernahm, der es 1897 von Regnar Stephensens Schwiegervater übernommen hatte. Am 20. September 1898 wurde seine einzige Tochter Astrid Signe Christiane Stephensen geboren. Am 1. April 1899 wurde er festangestellt. Er starb drei Jahre später im Amt im Alter von nur 36 Jahren.